# ۶۵۰ (خورشیدی)
۶۵۰ ششصد و پنجاهمین سال هجری خورشیدی است.